# Одинцов (хутор)
Одинцов — хутор в Волоконовском районе Белгородской области России. В составе Шидловского сельского поселения.

## География
Хутор расположен в восточной части Белгородской области, в 9 км по прямой к северо-западу от районного центра Волоконовки.

## Население
| 2002 | 2010 |
| ---- | ---- |
| 15   | ↘13  |